# União Promotora para o Progresso
União Promotora para o Progresso is een politieke partij in Macau. Het werd opgericht in 1991, toen het gebied nog een Portugese kolonie was. Een jaar later deed het voor de eerste keer mee aan de verkiezingen van de Assembleia Legislativa de Macau. De partij werd door União Geral das Associações dos Moradores de Macau en andere pro-Beijing-organisaties van Macau opgericht.
De partij kreeg bij de verkiezingen van 2005 voor de Assembleia Legislativa de Macau bijna tien procent van de stemmen en dit werd omgerekend naar twee van de twaalf zetels. Sindsdien behaalt de partij bij elke verkiezing afwisselend één of twee zetels.

## Gekozen vertegenwoordigers

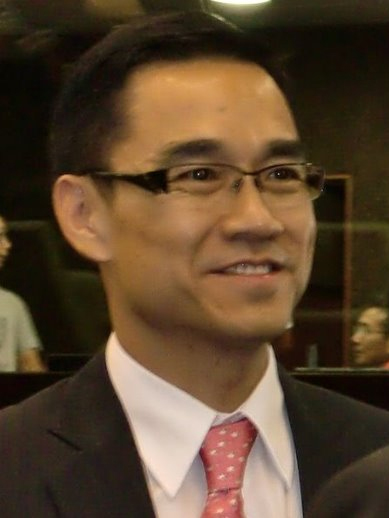
Ho Ion Sang (何潤生)

- Kou Hoi In (高開賢) 1992-1999[3]
- Iong Weng Ian (容永恩) 2001-2009[4]
- Leong Heng Teng (梁慶庭) 1992-2009[5]
- Ho Ion Sang (何潤生) 2009-heden[1][6][7]